# Saison 9 de Sœur Thérèse.com
 (septembre 2024).
Si vous disposez d'ouvrages ou d'articles de référence ou si vous connaissez des sites web de qualité traitant du thème abordé ici, merci de compléter l'article en donnant les références utiles à sa vérifiabilité et en les liant à la section « Notes et références ».
Chronologie
Saison 8 Saison 10
La neuvième saison de la série télévisée française Sœur Thérèse.com débute en 2010.

## Distribution
- Dominique Lavanant : sœur Thérèse
- Martin Lamotte : Gérard Bonaventure
- Édith Scob : la mère Supérieure
- Taïra Borée : sœur Marie-Myriam
- Gérard Caillaud : commandant Mazeau
- Maria Ducceschi : sœur Suzanne
- Guillaume Delorme : Brice Malory
- Ariane Séguillon : Lucie

## Épisodes

### Épisode 1:Pardon ma sœur
- France : lundi 24 mai 2010 sur TF1

- Mathieu Bisson (Alexandre Mercier)
- Anne Malraux (Corinne)

### Épisode 2:Réussir ses rencontres.fr
- France : lundi 31 janvier 2011 sur TF1

- Marie Béraud (Astrid Vasseur)
- Michel Laroussi (Ménard)
- Fabrice Roux (Alexis Klovski)
- Françoise Thuries (Myrtille Vasseur)
- Daniel-Jean Cassagne (Hubert Vasseur)
- Selma Kouchy (Leila)
- Emmanuel Patron (Charles Scarpini)
- Coralie Dedykere (Zouzou)
- Jean-Baptiste Anoumon (Benoît Morin)